# Texara savolaineni
Texara savolaineni är en tvåvingeart som först beskrevs av Frey 1956.  Texara savolaineni ingår i släktet Texara och familjen barkflugor. Inga underarter finns listade i Catalogue of Life.